# Holdfénytánc
Holdfénytánc (węg. Taniec w świetle księżyca) – debiutancki album zespołu Exotic, wydany w 1988 roku przez Hungaroton-Start na MC i LP.

## Lista utworów

### Strona A
1. "24/24" (4:03)
2. "Ébresztő Paganini" (3:29)
3. "Miért nézel rám?" (3:26)
4. "Punk rapszódia" (4:06)
5. "Szolid árak, forró vágyak" (3:07)
6. "Ő csak ül" (3:54)

### Strona B
1. "Nézz rám tizedes" (3:45)
2. "Ha foglalkoznék veled" (3:43)
3. "Holdfénytánc" (4:22)
4. "TV regény" (3:56)
5. "R’n’R király" (3:54)

## Wykonawcy
- Tamás Sípos – wokal
- István Tabár – instrumenty klawiszowe
- Zoltán Tabár – gitara basowa
- István Csík – instrumenty perkusyjne
- Gábor Vilmányi – gitara
- Gábor Szentmihályi – instrumenty perkusyjne (gościnnie)